# Anisozyga albiguttata
Anisozyga albiguttata är en fjärilsart som beskrevs av W. Warren 1912. Anisozyga albiguttata ingår i släktet Anisozyga och familjen mätare. Inga underarter finns listade i Catalogue of Life.